# Смирнова Євдокія Давидівна
Євдокія Давидівна Смирнова (нар. 16 червня 1924, Раківка) — українська радянська проектувальниця садів.

## Біографія
Народилася 16 червня 1924 року в селі Раківці Нововодолазького району Харківської області УРСР. З 1954 року працювала в Черкаському міському зеленому товаристві (з 1967 року — старший інженер обласного управління зеленого будівництва). 1967 року закінчила біологічний факультет Черкаського педагогічного інституту.
На посаді старшого інженера обласного управління зеленого будівництва займалась озелененням Черкас, щорічно корегувала ескізи квітникового оформлення Канева, Умані, Сміли, Золотоноші, узгоджувала і допомагала в доборі асортименту дерево-кущових і квітникових рослин, проектних забудов, розроблених працівниками черкаських проектувальних організацій по благоустрою і озелененню міст області.
При будівництві ландшафтного парку в Черкасах дбала про підбір і завезення асортименту дерево-кущових рослин для формування галявин, водойм, окремих квіткових груп і плям. Організовувала учнів шкіл області для заготівлі дикої флори в лісах, що ростуть в області, з метою наближення ландшафту парку до натурального середовища.
Лауреат Державної премії УРСР імені Т. Г. Шевченка (за 1979 рік; разом з В. Г. Гнєздиловим, Г. А. Урсатієм (архітекторами) за комплекс ландшафтного парку в Черкасах).